# 婚姻（婚姻定義）補充法案

紐西蘭各選區的國會議員在2012年8月29日一讀時對於《婚姻（婚姻定義）補充法案》的支持或者反對觀點統計。

《婚姻（婚姻定義）補充法案》（英語：Marriage (Definition of Marriage) Amendment Bill）為紐西蘭眾議院（House of Representatives of New Zealand）所通過讓同性婚姻獲得合法地位的法案。

## 背景
2012年5月14日，已經公開為同性戀者、同時也是紐西蘭工黨馬努里瓦（Manurewa）選區議員的路易莎·沃爾（Louisa Wall）表示將會提出私人條例草案（Private member's bill）《婚姻（婚姻定義）補充法案》，以正式允許同性戀者得以合法結婚，草案在2012年5月30日提交給委員會投票。同樣是公開同性戀者的紐西蘭綠黨（Green Party of Aotearoa New Zealand）國會議員凱文·海格（Kevin Hague）也提出《婚姻（平等）修訂草案》（Marriage (Equality) Amendment Bill），並於6月24日交付投票。稍後沃爾與海格則表示兩人計畫共同合作，並將法案的通過視為首要目標。
2012年7月26日，由5名國會議員共同制定的《婚姻（婚姻定義）補充法案》正式公布。其中制定成員計畫將該法案插入定義「婚姻」的《1955年婚姻法》第二節之中，並且提到「共同在一起的兩個人不論其性別、性取向或者是性別認同」；另外法案也預定取代附表二中提到的禁止結婚列表，而改用更為性別中立的條款。紐西蘭總理約翰·基伊最初表示會支持相關法案進入一讀，但是沃爾等人制定的法案發表後則提到自己會支持法案通過各個階段。反對黨領導人大衛·舒利亞（David Shearer）亦表示支持沃爾的法案，並表示允許紐西蘭工黨的國會議員自由投票。紐西蘭優先黨則是首先宣布放棄投票的政黨，並表示同性婚姻合法化的議案應該交由全民公投進行；不過實際在一讀程序時紐西蘭優先黨的國會議員則是投下反對票，主要原因在於避免投下棄權票反而讓法案更為容易通過。

## 一讀
2012年8月29日，在絕大部分政黨允許所屬國會議員自由投票後，《婚姻（婚姻定義）補充法案》共獲得80票贊成、40票反對以及1票棄權。

## 審議
在通過一讀後，《婚姻（婚姻定義）補充法案》則交由特別委員會進行審理並且詢問大眾意見。在2012年10月26日大眾提交法案意見的時間結束為止，特別委員會大約收到21,533份書面意見，另外還有6份意見報告則強調法案不適當或者令人厭惡；而在其中有2,898份提出獨特的參考意見，而其餘18,635份則多是以表單內容為主，之後特別委員會特地前往奧克蘭市、威靈頓和基督城向220為提案者記錄口頭意見。而在提交《婚姻（婚姻定義）補充法案》給特別委員會時法案提案者路易莎·沃爾便表示在反對法案的背後其實為對同性戀者的「焦慮」，特別是對於年長的紐西蘭民眾來說。
2013年2月27日特別委員會提交報告後，於任務最後期限前一天2月28日建議法案進行修正。其中修正內容包括：
- 在婚姻法第二十九條中插入條文，提到在婚姻監督代表（如教堂）持反對立場的情況下不得強迫其主持結婚典禮。
- 法案實際生效之日延遲到獲得御准後的4個月，在這期間負責管理紐西蘭出生、死亡與婚姻的紐西蘭內政部（Department of Internal Affairs）應該進行必要的規定修改，之後才能發布同性戀者的結婚許可。
- 14個相關法案與1條規則應該做相應修改，主要是針對關於同性戀伴侶彼此稱呼的內容實施修訂。

## 二讀
2013年3月13日進入二讀程序，在辯論中紐西蘭優先黨黨魁溫斯頓·彼特斯提出動議要求將《婚姻（婚姻定義）補充法案》改為全民公投的方式進行決定，並且認為應該在下次大選時表決是否將《1955年婚姻法》修訂成承認任何性別、性取向或者性別認同皆得以成為夫妻。不過這項提議進行修訂的議案《第182補充議案》在表決時，則分別獲得33張支持票與83張反對票而遭到否決。之後依照程序在法案正式進行表決前，先由紐西蘭眾議院投票是否要接納特別委員會所提出的修訂建議，最後以66票贊成對上21票反對而獲得通過。法案最後以77票贊成44反對獲得通過，不過在混入一讀的棄權票後仍然有4票移往法案的反對方。

## 意見
2013年3月27日時，紐西蘭眾議會的全院委員會開始逐一辯論並且表決草案的條文內容，並提出相對應的修改意見。其中紐西蘭優先黨黨魁溫斯頓·彼特斯和無黨籍議員布倫丹·霍蘭（Brendan Horan）推出了兩項補充提案第187號和第188號，希望能夠將議案相關的立法與安排問題交付給更有約束力的公民投票。不過在實際內容上仍然是先前補充提案第182號和第183號的內容進行修正，而前面兩者則在二讀當天進行辯論後遭到捨棄。另外在條文內容討論的同一天，紐西蘭工黨議員蘇瓦·威廉·西歐（Su'a William Sio）則提出動議要求加入補充提案第202號，內容則是保障個別監禮者可以正當地拒絕主持同性戀婚禮；而紐西蘭國家黨議員蒂姆·麦金杜（Tim Macindoe）則是提議引入補充提案第203號，認為應該將「權利歧視」的範圍擴大為反對同性婚姻公開登記等事情的保守基督教膳食供應商、麵包師傅、婚禮攝影師或者其他服務提供人士。之後補充提案第187號和第188號由於違反《會議常規第298條（1）》而將請求撤回，而另外兩個補充提案第202號和第203號則分別獲得22票支持、88票反對以及36票支持、80票反對而遭紐西蘭眾議會否決。最後全院委員會審議階段中《婚姻（婚姻定義）補充法案》以77張支持票以及43張反對票獲得通過，其中反對票由於格裡·布朗利（Gerry Brownlee）在不能代理投票（Proxy voting）的情況下缺席。

## 三讀
2013年4月17日傍晚，《婚姻（婚姻定義）補充法案》展開最後的三讀程序，而根據報導在前一天議會的旁聽席便已經全數訂滿。其中最初眾議院議長拒絕開放大禮堂外的辯論室以滿足民眾的需求，其原因為在預測將下雨的情況下可能會讓1,000多名對議案持正反意見的人士湧入眾議院。不過最後還是同意開放紐西蘭立法會（New Zealand Legislative Council）會議廳並提供影像，來讓另外200多名民眾也能觀看議會進行。最後法案以77票贊成票對上44票反對票正式獲得通過，其中票數與先前二讀結果相同。在主持會議的議長林賽·提許（Lindsay Tisch）讀出表決結果後，位在旁聽席的群眾開始歌唱毛利人情歌《河水湍湍》（Pokarekare Ana）。路易莎·沃爾隨後上臺後以「世界盃決賽」來形容議案表決，並且感謝支持著對於《婚姻（婚姻定義）補充法案》所提供的協助。
另外在三讀程序進行前，由國會議員莫里斯‧威廉森（Maurice Williamson）所發表的演講影片在之後幾天廣泛於YouTube上獲得歡迎，並且得到《哈芬登郵報》與Gawker的關注報導。

## 御准
2013年4月19日在紐西蘭總督傑瑞·馬特巴瑞（Jerry Mateparae）簽屬法案獲得御准之後，《婚姻（婚姻定義）補充法案》正式成為國會法案。法案預計在2013年8月19日正式生效，而同性戀伴侶則可以自當天開始申請結婚登記，而於紐西蘭境外註冊的同性婚姻也會被獲得法律承認。不過由於結婚的認證申請到實際授權之間有為期3天的工作時間，因此結婚的真正效力則一直到3天后的8月22日才會正式生效。和早先報導不同的是「新郎」和「新娘」欄位仍然存在於結婚登記表格中，不過也另外提供了「性別中立」的版本以供使用。

## 外部連結
- （英文） Marriage (Definition of Marriage) Amendment Bill （页面存档备份，存于）
- （英文） Marriage (Definition of Marriage) Amendment Bill （页面存档备份，存于）